# LZ 129 Hindenburg
LZ 129 Hindenburg era il nome di un dirigibile Zeppelin tedesco. Chiamato così in onore del secondo presidente della Repubblica di Weimar, Paul von Hindenburg, è stato il più grande oggetto volante mai costruito.

## Storia

### Sviluppo
Aveva una struttura innovativa, interamente in alluminio: 245 m di lunghezza (24 m in meno del Titanic) e 46,8 m di diametro; conteneva 211.890 m³ di gas divisi in 16 scomparti, con una spinta utile di 112 tonnellate, ed era dotato di quattro motori da 1200 CV (890 kW), che gli consentivano una velocità massima di 135 km/h. Poteva portare 72 passeggeri (50 nei voli transatlantici) e aveva un equipaggio di 61 uomini. Per motivi aerodinamici, i passeggeri erano alloggiati all'interno del corpo del dirigibile, invece che nelle gondole. Il rivestimento era in cotone, impregnato con ossido di ferro e acetato butirrato di cellulosa, miscelati con polvere di alluminio.
Costruito dalla Luftschiffbau Zeppelin GmbH nel 1935 al costo di 500.000£ (in parte finanziato da Adolf Hitler), fece il suo primo volo nel marzo del 1936 e completò una doppia traversata atlantica, nel tempo record di 5 giorni, 19 ore e 51 minuti, nel luglio dello stesso anno. L'Hindenburg era stato pensato per essere riempito con elio, ma un embargo militare statunitense su questa sostanza costrinse i tedeschi a utilizzare l'altamente infiammabile idrogeno. Conoscendo i rischi che l'idrogeno comportava, gli ingegneri impiegarono diverse misure di sicurezza per evitare che l'idrogeno causasse incendi in caso di perdite e realizzarono il rivestimento dell'aeronave in modo da prevenire le scintille elettriche che potessero causare il fuoco.

## Il disastro

### L'incidente
Il 6 maggio 1937, alle 19:25, mentre cercava di attraccare al pilone di ormeggio della Stazione Aeronavale di Lakehurst, nel New Jersey, l'Hindenburg prese fuoco e venne completamente distrutto nel giro di circa mezzo minuto. Nel disastro morirono 36 persone (13 passeggeri e 22 membri dell'equipaggio, mentre la trentaseiesima vittima fu un membro dell'equipaggio di terra): 16 membri dell'equipaggio e 10 passeggeri morirono nello schianto o nell'incendio (la maggior parte delle vittime morì carbonizzata, mentre alcune trovarono la morte saltando dal dirigibile quando si trovava ad un'altezza eccessiva, oppure in seguito all'inalazione del fumo o a causa della caduta di rottami), mentre altri 6 membri dell'equipaggio, 3 passeggeri e un membro dell'equipaggio di terra morirono nei giorni seguenti, principalmente a causa delle ustioni riportate.
Il disastro è ricordato a causa della sua straordinaria copertura da parte di cinegiornali e fotografi e della testimonianza radiotrasmessa dal campo d'atterraggio dall'annunciatore Herbert Morrison. Le parole di Morrison non vennero trasmesse se non il giorno dopo, ma rimasero celebri le parole pronunciate al momento dell'impatto: "Oh, the humanity!". 
C'erano stati diversi incidenti con altre aeronavi (nessuna delle quali della Zeppelin) prima dell'incendio dell'Hindenburg, principalmente a causa del cattivo tempo. Comunque, gli Zeppelin avevano accumulato un record impressionante in fatto di sicurezza. Ad esempio, il Graf Zeppelin aveva volato tranquillamente per più di un milione e mezzo di chilometri, comprendenti la prima circumnavigazione completa del globo. La Luftschiffbau Zeppelin era molto orgogliosa del fatto che nessun passeggero si fosse mai fatto un graffio sulle sue aeronavi.
L'incidente dell'Hindenburg, tuttavia, cambiò tutto. La fiducia del pubblico nelle aeronavi venne mandata completamente in frantumi dalle spettacolari sequenze cinematografiche e dalle registrazioni sonore della scena. A causa del clamore sollevato da questa vicenda, i trasporti con gli Zeppelin giunsero immediatamente al capolinea. L'evento segnò la fine dell'epoca del trasporto passeggeri su gigantesche aeronavi rigide.

### La radiocronaca di Herbert Morrison
(Herbert Morrison, 1937)

### Il numero delle vittime
La posizione occupata da passeggeri e membri dell'equipaggio al momento dell'inizio dell'incendio fece una grande differenza: infatti la maggior parte delle persone che si trovavano nelle immediate vicinanze di una via d'uscita (un portello o una finestra per saltare a terra) sopravvisse, mentre la quasi totalità di quanti si trovavano all'interno dell'involucro, senza una via di fuga immediata, rimase uccisa.
Nella prua del dirigibile si trovavano dodici membri dell'equipaggio: quattro sulla piattaforma d'ormeggio nell'estremità dell'ogiva, due (i più a poppa) in corrispondenza di due portelli a metà strada tra l'estrema prua e la gondola di comando, e sei sulle scale che portavano verso la piattaforma d'ormeggio. Subito dopo l'esplosione, le fiamme, incendiando tutte le celle d'idrogeno (l'ultima delle quali era situata subito a poppa), avvolsero immediatamente la piattaforma d'ormeggio. Il resto della prua, che prese fuoco solo in un secondo momento, rimase impennato in aria per circa mezzo minuto, venendo progressivamente divorato dalle fiamme, e la maggior parte degli occupanti, per non essere raggiunta dal fuoco, dovette saltare da un'altezza ancora eccessiva. I superstiti furono solo tre, ovvero quelli più a poppa: i due uomini situati a metà strada tra la gondola di comando e l'estrema prua, che poterono saltare a terra da un'altezza non eccessiva e fuggire pressoché illesi, e uno degli uomini sulle scale che portavano a prua, che attese che il dirigibile toccasse terra e riportò ustioni serie, ma non mortali. Altri cinque uomini rimasero uccisi per essersi lanciati da un'altezza ancora troppo elevata, mentre quattro (tra cui tre degli occupanti della piattaforma d'ormeggio) sopravvissero all'incendio, ma morirono entro 10-15 ore per le gravissime ustioni riportate.
All'estrema poppa, nella deriva inferiore del timone di coda o nelle sue immediate vicinanze, si trovavano quattro membri dell'equipaggio. Nonostante l'estrema vicinanza al punto di origine dell'incendio, tutti e quattro gli occupanti della deriva si misero in salvo riportando solo ferite non gravi: la deriva, infatti, non fu incendiata immediatamente e giunse a terra quasi subito, permettendo ai suoi occupanti di saltare al suolo e sfuggire alle fiamme.
Oltre all'estrema prua, la zona del dirigibile ove si registrò il più elevato numero di vittime fu la zona centrale dell'involucro, ov'erano situati il locale macchina e la centrale elettrica. In tale area, all'interno dell'involucro, si trovavano sette membri dell'equipaggio: due nel locale macchina, due nella centrale elettrica, uno nella passerella interna che collegava il locale macchina alla gondola del motore n. 3 (al centro a dritta), uno sulla passerella di chiglia, poco a poppa del locale macchina, e uno anch'esso sulla passerella di chiglia ma più a poppa, in corrispondenza della passerella che univa le gondole dei motori 1 (a poppa a dritta) e 2 (a poppa a sinistra). Tale area prese fuoco poco dopo l'inizio dell'incendio, e collassò su sé stessa, rientrando per una lunghezza di una quindicina di metri, poco dopo che la zona poppiera ebbe toccato terra. Sei dei sette uomini che si trovavano in tale zona perirono nell'incendio, mentre il settimo, il capoelettricista Philipp Lenz, sopravvisse, pur seriamente ustionato, perché rimase bloccato nella centrale elettrica, che, essendo pressurizzata e isolata da un rivestimento di alluminio per evitare contatti dell'elettricità con l'idrogeno, resistette in mezzo alle fiamme.
Gli occupanti di tre delle quattro gondole dei motori (quattro uomini nella gondola 3, al centro a dritta, tre nella gondola 4, al centro a sinistra, e due nella gondola 2, a poppa a sinistra) sopravvissero all'incendio, potendo saltare a terra dalle rispettive gondole e allontanarsi dal dirigibile in fiamme. I motoristi delle gondole 2 e 4 scamparono con ferite e ustioni di varia gravità, anche piuttosto serie, mentre gli occupanti della gondola 3 rimasero illesi o riportarono ferite minori. I due motoristi addetti alla gondola 1, a poppa dritta, rimasero invece uccisi, in quanto la struttura in fiamme del dirigibile seppellì la gondola prima che si potesse tentare la fuga.
I dodici uomini che si trovavano nella gondola di comando e i due che erano nella sala radio (sopra e subito a poppavia della gondola di comando) sopravvissero tutti all'incendio iniziale. Alcuni degli occupanti, dopo essere saltati a terra, poterono allontanarsi senza incontrare ostacoli, mentre diversi altri rimasero temporaneamente intrappolati quando un pezzo dell'involucro in fiamme e altri rottami crollarono tutt'intorno alla gondola, dovendo poi farsi strada tra i rottami. Otto dei quattordici uomini uscirono illesi o lievemente feriti dal disastro, mentre altri quattro rimasero seriamente ustionati (tra cui, in maniera particolarmente grave, il comandante Max Pruss) e due decedettero per le ferite riportate (il capitano Ernst August Lehmann, per le ustioni riportate, e il capo ufficiale radio Willy Speck, per le ustioni e una grave ferita alla testa).
Tutti i passeggeri, e diversi membri dell'equipaggio (principalmente steward e cuochi), si trovavano nel ponte A e nel sottostante ponte B, nei quali erano situati tutti i locali passeggeri (sale e cabine) nonché le cucine, le mense e i servizi. Per le persone che si vennero a trovare in tali aree una forte differenza fu costituita dal trovarsi sul lato di dritta o su quello di sinistra. Nell'adagiarsi al suolo, infatti, l'Hindenburg sbandò leggermente sul lato di dritta, così che, quando la struttura in fiamme iniziò a collassare, i rottami crollarono sul terreno antistante le finestre del lato di dritta, i cui occupanti dovettero così farsi strada tra i rottami in fiamme, che continuavano a cadere, mentre tale problema non si verificò sul lato sinistro. Le sale passeggeri del lato sinistro, inoltre, rimasero per alcuni minuti relativamente intatte prima che le fiamme le distruggessero, con il ponte A a un'altezza sufficiente per saltare al suolo in sicurezza (4-6 metri) e il ponte B sufficientemente basso perché diversi soccorritori potessero arrampicarvisi e risalire le scale per soccorrere gli ultimi passeggeri rimasti sul lato sinistro del ponte A. La porta che conduceva verso dritta, invece, rimase bloccata in seguito all'impatto con il suolo, impedendo qualsiasi tentativo di soccorso in tale direzione. Inoltre, il vento spinse le fiamme e il fumo verso dritta.
Sul ponte A, ov'erano situate le due sale da pranzo (ai lati) e le cabine (al centro) si trovavano in tutto 31 passeggeri e 7 membri dell'equipaggio. 15 passeggeri erano nella sala da pranzo di dritta, altri 15 passeggeri e 7 membri dell'equipaggio erano nella sala da pranzo di sinistra e un altro passeggero si trovava nel corridoio della zona sinistra delle cabine. Quest'ultimo sopravvisse illeso, scendendo nel sottostante ponte B e saltando a terra da un'apertura sul lato sinistro. Dei quindici passeggeri che si trovavano sul lato di dritta, sei non sopravvissero (almeno due di essi saltarono a terra senza problemi, ma rimasero poi intrappolati e uccisi in conseguenza della caduta dei rottami in fiamme). Un settimo passeggero uscì vivo dal relitto, ma morì per le ferite riportate (sebbene non per ustioni), mentre altri cinque riportarono ustioni di varia gravità (uno dei quali in maniera gravissima, che richiese diversi mesi di cura) e solo tre scamparono con ferite lievi. Tutte le 22 persone che si trovavano nella sala da pranzo di sinistra sopravvissero, almeno inizialmente, al disastro: la quasi totalità ebbe infatti il tempo di saltare a terra e allontanarsi dal relitto, mentre gli ultimi passeggeri vennero condotti fuori dalla sala dai soccorritori frattanto arrivati. 16 delle 19 persone che saltarono (tutti i 7 membri dell'equipaggio e 6 passeggeri) si misero in salvo illese o con lievi ferite (soprattutto slogature e storte, piuttosto che ustioni), mentre altre tre, tra le ultime a gettarsi, riportarono ustioni di maggiore gravità. Altri sei passeggeri, soprattutto tra i più anziani, rimasero bloccati all'interno della sala da pranzo ma poterono essere tutti portati in salvo da soccorritori accorsi risalendo le scale del ponte B. Tre di questi ultimi superstiti, tuttavia, subirono ustioni di maggiore gravità, che causarono la morte di due di essi.
Sei membri dell'equipaggio e altrettanti passeggeri si trovavano in diverse zone del ponte B, che era diviso in due zone: una, risalente alla costruzione, ove si trovavano le cucine, le mense ufficiali ed equipaggio, i servizi igienici, il bar, l'ufficio del commissario di bordo e la sala fumatori, e una, spostata sulla dritta a poppavia della prima zona, ricavata più di recente, e interamente occupata da cabine. Nella prima zona si trovavano cinque membri dell'equipaggio e due passeggeri: quattro membri dell'equipaggio erano sul lato sinistro (uno nella mensa equipaggio, uno nelle cucine, uno nell'atrio antistante le cucine e uno nella mensa ufficiali) e uno, il barista Max Schulze, su quello di dritta (nel bar o nella sala fumatori). I due passeggeri erano anch'essi sul lato di dritta, nel corridoio che portava alle cabine della seconda zona. Tre dei quattro uomini che si trovavano nei locali di sinistra, così come uno dei due passeggeri a dritta, saltarono a terra da varie aperture pressoché illesi (tra di essi il ragazzo di cabina Werner Franz, che fu salvato dalla cascata d'acqua proveniente da una cisterna squarciata, che lo svegliò dopo che era svenuto e che lo preservò dalle fiamme), mentre Schulze e il radiotelegrafista Franz Eichelmann, scomparso subito dopo aver dato l'allarme agli altri uomini sulla sinistra, rimasero uccisi. Il secondo passeggero, John Pannes, perse la vita dopo essersi diretto nella seconda zona alla ricerca della moglie Emma. Nessuno degli occupanti dell'area cabine del ponte B, tre passeggeri e un membro dell'equipaggio (oltre a John Pannes), uscì vivo dal relitto dell'Hindenburg.
Le perdite umane non si limitarono tuttavia a passeggeri ed equipaggio del dirigibile. La coda dell'aeronave, infatti, precipitò a terra in fiamme pochi secondi dopo l'inizio dell'incendio, travolgendo diversi membri della squadra di terra addetti ai cavi d'ormeggio calati dalla zona poppiera, che non fecero in tempo ad allontanarsi. La maggior parte di tali uomini riuscì a liberarsi dai rottami senza riportare ferite gravi, ma tre rimasero ustionati più seriamente, e Allen Hagaman, un negoziante locale assunto quale membro civile dell'equipaggio di terra, morì per le gravissime ustioni riportate.

### Teorie sulle cause del disastro

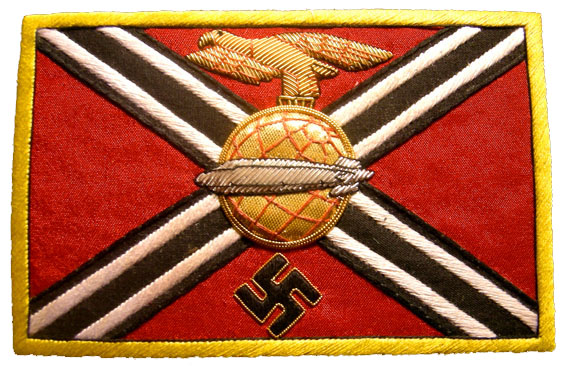
Lo stemma del Deutsche Zeppelin Reederei.

Questioni e controversie circondano l'incidente ancor oggi. Ci sono due punti principali di contesa:
1. come scoppiò l'incendio;
2. perché il fuoco si diffuse così rapidamente.

All'epoca il sabotaggio veniva spesso avanzato come causa dell'incendio, in particolare da Hugo Eckener, ex capo della Luftschiffbau Zeppelin e "grande vecchio" delle aeronavi tedesche. Gli Zeppelin erano largamente visti come simboli della Germania e del potere nazista. Come tali, erano un bersaglio invitante per gli oppositori del regime. Comunque, nessuna prova evidente a supporto di questa teoria venne mai prodotta alle audizioni formali su questa questione. Anche se le prove non sono affatto conclusive, si può dare un certo sostegno alla teoria alternativa che l'incendio scoppiò a causa di una scintilla causata dall'accumulo di elettricità statica. I sostenitori della "scintilla statica" fanno il seguente ragionamento:
L'involucro dell'aeronave non era costruito in modo da permettere alla sua carica di distribuirsi uniformemente, ed era separato dall'intelaiatura in alluminio da funi isolanti in ramiè, una fibra vegetale. Il dirigibile passò attraverso un fronte di aria umida. Il pilone di approdo era bagnato e quindi conduttivo.
Quando l'aeronave si mosse attraverso l'aria umida, l'involucro si caricò. Quando il pilone bagnato si connesse alla struttura di alluminio lo mise a terra. La messa a terra della struttura provocò una scarica elettrica che andò dall'involucro all'intelaiatura in alluminio. I testimoni riportarono di aver visto un bagliore simile a un "fuoco di sant'Elmo".

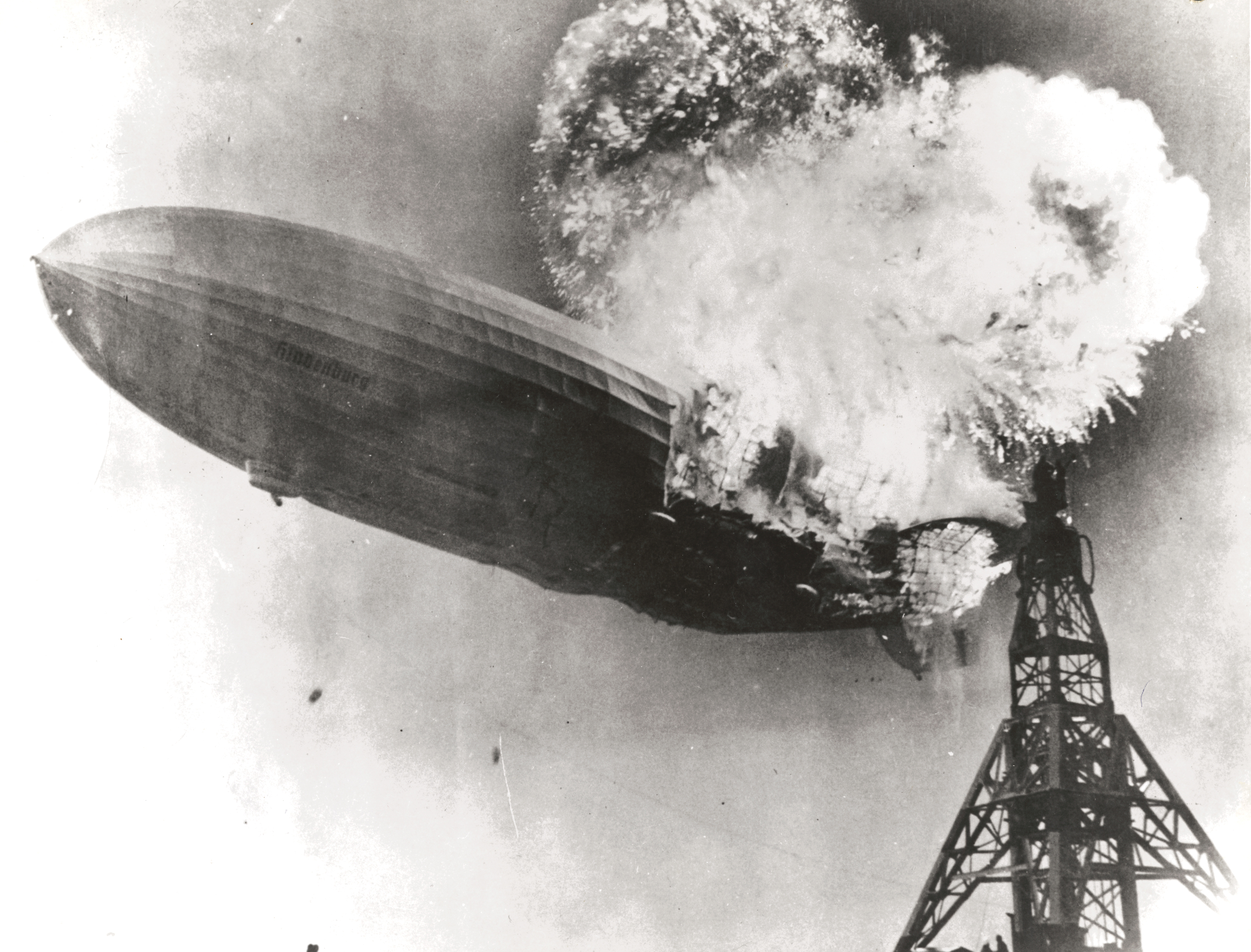
Il momento dell'esplosione.

La controversia sul rapido diffondersi delle fiamme cerca per lo più di capire se incolpare principalmente l'uso dell'idrogeno o la copertura infiammabile usata per la parte esterna del tessuto che costituiva l'involucro.
I sostenitori della teoria del "tessuto infiammabile" asseriscono che la copertura estremamente infiammabile in ossido di ferro e acetato butirrato di cellulosa impregnato di alluminio può aver preso fuoco a causa della statica atmosferica, producendo una falla attraverso la quale l'idrogeno sarebbe fuoriuscito. Dopo il disastro gli ingegneri della compagnia degli Zeppelin determinarono che questo tipo di materiale, usato solo sull'Hindenburg, era più infiammabile di quello usato per l'involucro delle aeronavi precedenti. L'acetato butirrato di cellulosa è ovviamente infiammabile, ma l'ossido di ferro incrementa l'infiammabilità della polvere di alluminio. Infatti l'ossido di ferro e l'alluminio possono essere usati come componenti per il carburante solido dei razzi. L'idrogeno brucerebbe senza fiamma (emettendo luce nello spettro ultravioletto) e quindi le fiamme visibili (vedi foto a lato) non potrebbero, secondo i sostenitori di tale teoria, essere state causate da quest'ultimo. Inoltre, le riprese cinematografiche mostrano l'incendio propagarsi anche verso il basso, mentre l'idrogeno, essendo meno denso dell'aria, brucia verso l'alto (ma è in realtà da notare come le fiamme che distrussero l'Hindenburg bruciarono verso l'alto, e le parti inferiori dell'aeronave presero fuoco per ultime, quando ormai l'incendio aveva raggiunto proporzioni tali da estendersi ovunque). Alcuni hanno speculato sul fatto che il governo tedesco diede la colpa all'idrogeno, allo scopo di mettere in cattiva luce l'embargo statunitense sull'elio, di cui gli Stati Uniti erano l'unico produttore. In aggiunta, l'idrogeno, normalmente inodore, sull'Hindenburg era "aromatizzato" con l'essenza di aglio, in modo da poter individuare eventuali perdite, e nessuno riportò alcun odore di aglio durante il volo o durante la fase di atterraggio precedente al disastro.
Gli oppositori della teoria del "tessuto infiammabile" sostengono che questa è un'analisi sviluppata di recente allo scopo di deviare la preoccupazione dell'opinione pubblica sulla sicurezza dell'idrogeno. Secondo essi, la teoria del "tessuto infiammabile" non riesce a rendere conto di molti fatti importanti di questo caso. In particolare, nei pochi secondi che seguirono l'esplosione iniziale, una enorme lingua di fuoco corse lungo tutto il dirigibile sino all'estrema prua, risalendo (e incendiando) tutte le celle di idrogeno situate lungo la passerella assiale, mentre il resto della zona prodiera, dove non vi era idrogeno, prese fuoco solo in un secondo momento. Si può inoltre notare, nei filmati che mostrano il disastro, come in diverse zone, al centro e nella prua del dirigibile, l'involucro prenda fuoco e bruci solo quando completamente avvolto dalle fiamme generate dall'idrogeno al suo interno.
Negli ultimi anni è stata pubblicata un'altra teoria riguardo al disastro: l'Hindenburg viaggiava con diverse ore di ritardo e quando arrivò a destinazione il tempo atmosferico non era dei migliori; questi due fattori fecero sì che il capitano, ormai esausto, ordinasse un'improvvisa virata prima a destra poi a sinistra per permettere l'allineamento del dirigibile col vento e favorirne l'attracco, senza aspettare che le condizioni meteorologiche migliorassero.
Queste due violente virate provocarono la rottura di uno dei tanti cavi in acciaio facenti parte dell'intelaiatura metallica e che passavano all'interno dell'Hindenburg, andando a frustare le cisterne dell'idrogeno e permettendo la fuoriuscita del gas che, a contatto con l'elettricità, cominciò a bruciare senza fiamma (tipico dell'idrogeno). Alcuni testimoni hanno raccontato di aver visto, pochi secondi prima dell'incendio, una luce sulla parte posteriore del mezzo (idrogeno che cominciava a bruciare) e successivamente le fiamme causate dal contatto del gas con il rivestimento esterno del dirigibile. Coloro che formularono questa ipotesi andranno a scoprire poco dopo che l'Hindenburg non era stato progettato per effettuare virate strette e che si era raccomandato all'equipaggio di guida di effettuare manovre piuttosto ampie in fase d'attracco e di volo. 

## Nella cultura di massa

### Cinema, radio e televisione

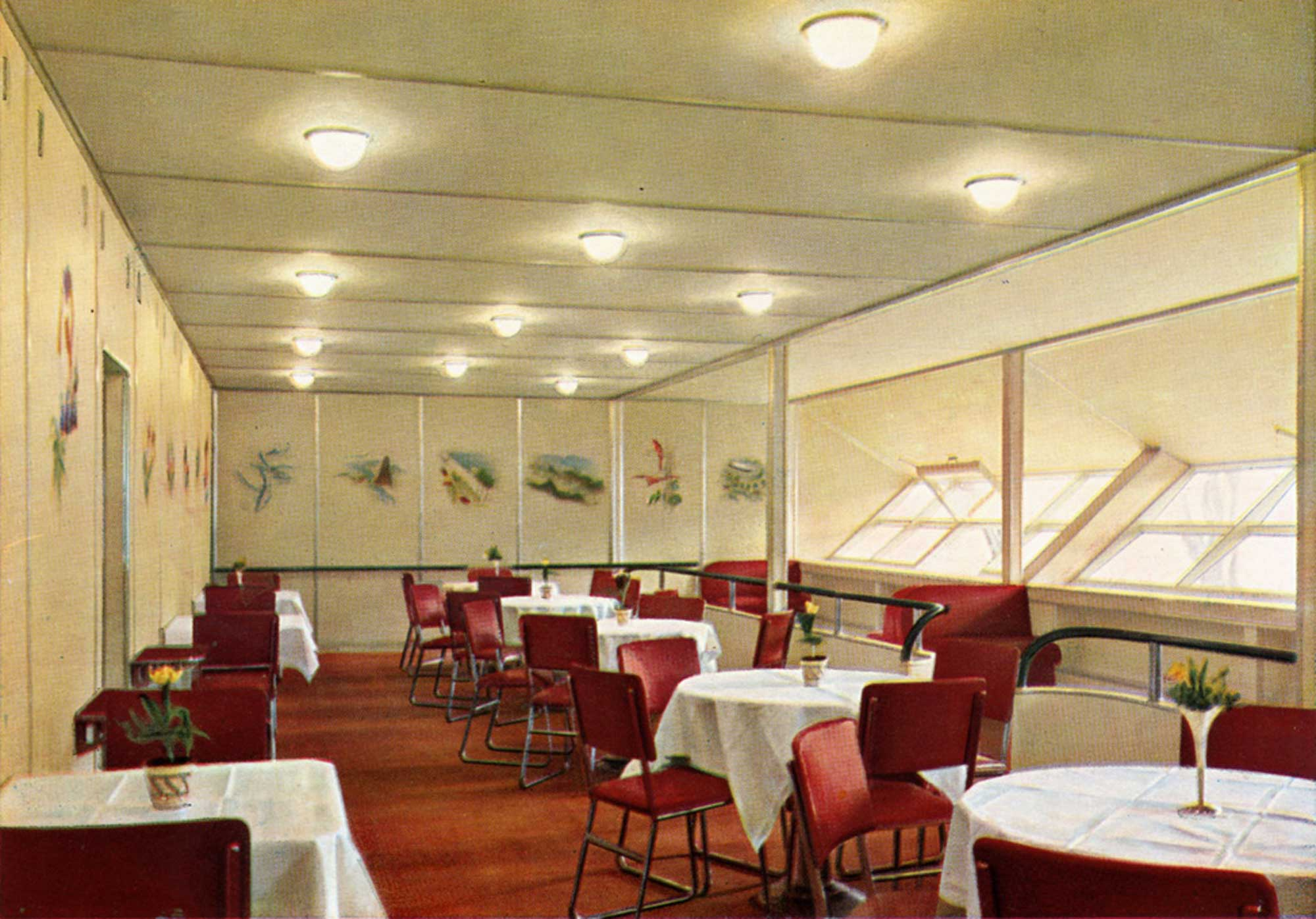
La sala da pranzo.

- Un film intitolato Hindenburg, diretto da Robert Wise, venne distribuito nel 1975. È un thriller altamente speculativo, che tratta di una cospirazione che porterà alla distruzione dell'aeronave.
- Un film per la televisione intitolato Hindenburg - L'ultimo volo, diretto da Philipp Kadelbach, venne trasmesso per la prima volta nel febbraio 2011 dall'emittente RTL. Si tratta di un kolossal costato dieci milioni di euro, ed è anch'esso un thriller che riprende il tema della cospirazione come causa del disastro.
- Il primo atto di Three Tales, una video-opera del compositore statunitense Steve Reich e della video-artista Beryl Korot, dal titolo Hindenburg, narra del disastro dello Zeppelin.
- La celebre trasmissione radiofonica La guerra dei mondi, realizzata da Orson Welles nel 1938, si ispirò allo stile del reportage del disastro dell'Hindenburg.
- L'episodio 57 della serie televisiva Duck Tales, intitolato L'indistruttibile Hindentanic, vede Zio Paperone costruire un dirigibile del tutto simile all'Hindenburg. Lo stesso nome che esso porta, Hindentanic, è dato dalla fusione del dirigibile incendiato con quello del Titanic.
- Nell'episodio dei Simpson Lisa la reginetta di bellezza (Lisa the Beauty Queen), Barney sta manovrando il "Duff Blimp" (una parodia dell'Hindenburg) e, dopo una brusca virata, il dirigibile esplode. Kent Brockman commenta con le parole di Morrison: "Oh, the humanity!".
- Nell'episodio dei Griffin Amicizia tradita (The Cleveland-Loretta Quagmire), Peter parla di numerose invenzioni, tra cui l'"Hindenpeter" ("Peterdirigibile" in italiano). Nel finale della scena il dirigibile precipita sulla casa del vicino di casa Joe ed esplode.
- Nell'omonima serie cartoon, Daria tiene nel suo armadietto scolastico la foto dell'incendio dell'Hindenburg.
- Nel primo episodio della serie televisiva Timeless i protagonisti viaggiano nel tempo fino al 1937 e cercano di impedire che una misteriosa organizzazione causi l'intera esplosione dell'Hindenburg e la conseguente uccisione di tutti i passeggeri.
- In un episodio del cartone animato "Lo straordinario mondo di Gumball", mentre Gumball, Darwin, Molly e il signor Small sono nel vuoto, si ritrovano su un dirigibile che va a fuoco.

### Letteratura e fumetti
- L'intera storia narrata nei romanzi Vango. Fra cielo e terra e Vango. Un principe senza regno di Timothée de Fombelle è legata all'azienda Zeppelin e culmina con il disastro dell'Hindenburg.
- In una striscia delle Sturmtruppen di Bonvi, in cui un goffo plotone di esecuzione tenta invano e a più riprese di fucilare un prigioniero, una delle raffiche che mancano il condannato colpisce un dirigibile, facendolo precipitare vicino al plotone di esecuzione. Sul fianco del dirigibile si può leggere la scritta "Hindenburg".
- Nell'albo numero 177 del fumetto Julia - Le avventure di una criminologa viene fatto spesso riferimento all'Hindenburg.

### Musica
- La copertina del primo album dei Led Zeppelin raffigura un'immagine dell'incidente dell'Hindenburg, realizzata dall'artista George Hardie.
- Il musicista blues Lead Belly ha scritto una canzone intitolata The Hindenburg Disaster, dedicata all'incidente dell'Hindenburg.
- Il gruppo progressivo italiano Area ha scritto una canzone chiamata L'abbattimento dello Zeppelin.
- Nel videoclip della canzone Deutschland del gruppo industrial metal tedesco Rammstein in una scena si vede lo Zeppelin in fiamme alle spalle dei membri della band.